# جورج دي لا شابيل
جورج دي لا شابيل (بالفرنسية: Georges de la Chapelle)‏ مواليد 16 يوليو 1868 في فرنسا - الوفاة 27 أغسطس 1923، كان لاعب كرة مضرب فرنسي. سبق أن شارك في دورة الألعاب الأولمبية الصيفية.

## الميداليات
| الميدالية | المسابقة                       |
| --------- | ------------------------------ |
| برونزية   | الألعاب الأولمبية الصيفية 1900 |

## روابط خارجية
- جورج دي لا شابيل على موقع الاتحاد الدولي لكرة المضرب (الإنجليزية)
- جورج دي لا شابيل على موقع أوليمبيديا (الإنجليزية)